# RM (mixtape)
RM là mixtape đầu tay của nam rapper Hàn Quốc RM. Nó được phát hành vào ngày 20 tháng 3 năm 2015 bởi Big Hit Entertainment thông qua SoundCloud.

## Bối cảnh và phát triển
Trước khi bắt đầu sự nghiệp của mình với tư cách là rapper RM của nhóm nhạc nam Hàn Quốc BTS, RM đã bắt đầu làm thơ từ năm thứ 2 của trường tiểu học, tập trung vào các chủ đề về sự tuyệt vọng, cô đơn và mối quan hệ giữa bản thân và thế giới. Ở tuổi 11, RM phát triển niềm yêu thích với nhạc hip hop, và bắt đầu quan tâm đến ca từ sau khi được giáo viên trường của anh giới thiệu về nam rapper người Mỹ Eminem. Khi còn là học sinh trung học năm nhất, RM đã bắt đầu đọc rap trong giới hip hop nghiệp dư ở địa phương, và bắt đầu hoạt động tích cực hơn trong giới underground hip hop của Hàn Quốc với biệt danh "Runch Randa", phát hành một số bài hát và hợp tác với các rapper underground khác, trước khi gia nhập Big Hit Entertainment để theo đuổi sự nghiệp âm nhạc với tư cách là thành viên của một nhóm nhạc hip hop tương tự như 1TYM vào năm 2010. Khi kế hoạch của nhóm được chuyển hướng sang một nhóm nhạc thần tượng truyền thống hơn của Hàn Quốc, RM nhớ lại rằng anh cảm thấy như mình đang sống một "cuộc sống giả tạo" nhưng vẫn ở trong nhóm vì CEO Bang Si-hyuk đã hứa với RM rằng anh có thể tạo ra âm nhạc do chính anh đã viết, không phải âm nhạc mà người khác đã viết. RM được đào tạo bởi Big Hit Entertainment trong 3 năm cùng với các thành viên J-Hope và Suga trước khi ra mắt với tư cách thành viên BTS vào năm 2013. Trong những năm đầu sự nghiệp của mình ở BTS, cả anh và thành viên cùng nhóm Suga đều phải đối mặt với những lời chỉ trích từ giới underground hip hop vì trở thành thần tượng K-pop.
Trong một cuộc phỏng vấn cho tạp chí Singles, RM bày tỏ mong muốn phát hành một mixtape để khẳng định bản thân và trình bày luận điểm về bản thân mình. Giữa những cam kết với tư cách là thành viên BTS, RM đã tranh thủ thời gian nghỉ ngơi để thực hiện mixtape của mình. Toàn bộ công sức của anh trên mixtape mất khoảng 4 đến 5 tháng. RM được phát triển âm nhạc trên nền tảng hip hop, phần lớn cảm hứng của RM cho lời bài hát đến từ "bóng tối nội tâm, lo lắng, tham lam" của chính anh, và bài hát "Just Do You" bởi India Arie.

## Phát hành và quảng bá
Vào ngày 11 tháng 3 năm 2015, RM đã thông báo về việc phát hành mixtape đầu tay của mình vào ngày 17 tháng 3 thông qua một bài đăng ảnh bìa của mixtape trên trang blog của BTS cùng với chủ đề của "You do you, I do I". Trước khi phát hành mixtape, một video âm nhạc cho ca khúc "Awakening" đã được phát hành vào ngày 13 tháng 3. Bị trì hoãn để cải thiện quá trình sản xuất, mixtape được phát hành vào ngày 20 tháng 3 năm 2015, trên SoundCloud và dưới dạng tải miễn phí qua các liên kết trên blog của BTS, kết hợp với một video âm nhạc cho "Do You". Vào ngày 27 tháng 3, RM đã phát hành một video âm nhạc tiếp theo cho "Joke". Ngoài phỏng vấn cho các tạp chí như Hip Hop Playa và IZE, RM đã không quảng bá thêm cho mixtape. Sau đó, nó được xếp ở vị trí số 48 trong danh sách 50 album hip hop xuất sắc nhất năm 2015 của Spin.

## Danh sách bài hát
| STT              | Nhan đề                           | Sáng tác         | Sản xuất         | Thời lượng |
| ---------------- | --------------------------------- | ---------------- | ---------------- | ---------- |
| 1.               | "Voice" (목소리)                  | RM               | Slow Rabbit      | 2:47       |
| 2.               | "Do You"                          | RM               |                  | 3:01       |
| 3.               | "Awakening" (각성 / 覺醒)         | RM               |                  | 2:38       |
| 4.               | "Monster"                         | RM               |                  | 3:44       |
| 5.               | "Throw Away" (버려)               | RM               |                  | 3:15       |
| 6.               | "Joke" (농담)                     | RM               |                  | 3:18       |
| 7.               | "God Rap"                         | RM               |                  | 3:34       |
| 8.               | "Rush" (hợp tác với Krizz Kaliko) | RM               | Pdogg            | 4:12       |
| 9.               | "Life"                            | RM               |                  | 4:17       |
| 10.              | "Adrift" (표류)                   | RM               |                  | 3:09       |
| 11.              | "I Believe"                       |                  | Slow Rabbit      | 3:42       |
| Tổng thời lượng: | Tổng thời lượng:                  | Tổng thời lượng: | Tổng thời lượng: | 37:32      |

Ghi chú nhạc mẫu
- "Do You" chứa nhịp gốc của "Aerosol Can" như đã được biểu diễn bởi Major Lazer.
- "Awakening" chứa nhịp gốc của "The Alarm" như đã được biểu diễn bởi Big K.R.I.T.
- "Monster" chứa nhịp gốc của "Grown Simba" như đã được biểu diễn bởi J. Cole.
- "Throw Away" chứa nhịp gốc của "Hypest Hype" như đã được biểu diễn bởi Chase & Status.
- "Joke" chứa nhịp gốc của "Oh My Darling" như đã được biểu diễn bởi Run the Jewels.
- "God Rap" chứa nhịp gốc của "God's Gift" như đã được biểu diễn bởi J. Cole.
- "Life" chứa nhịp gốc của "Life" như đã được biểu diễn bởi J. Dilla.
- "Adrift" chứa nhịp gốc của "Lust 4 Life" như đã được biểu diễn bởi Drake.

## Lịch sử phát hành
| Quốc gia | Ngày             | Định dạng                       | Hãng đĩa |
| -------- | ---------------- | ------------------------------- | -------- |
| Toàn cầu | 20 tháng 3, 2015 | Phát trực tuyến tải kỹ thuật số | Big Hit  |